# 山菜

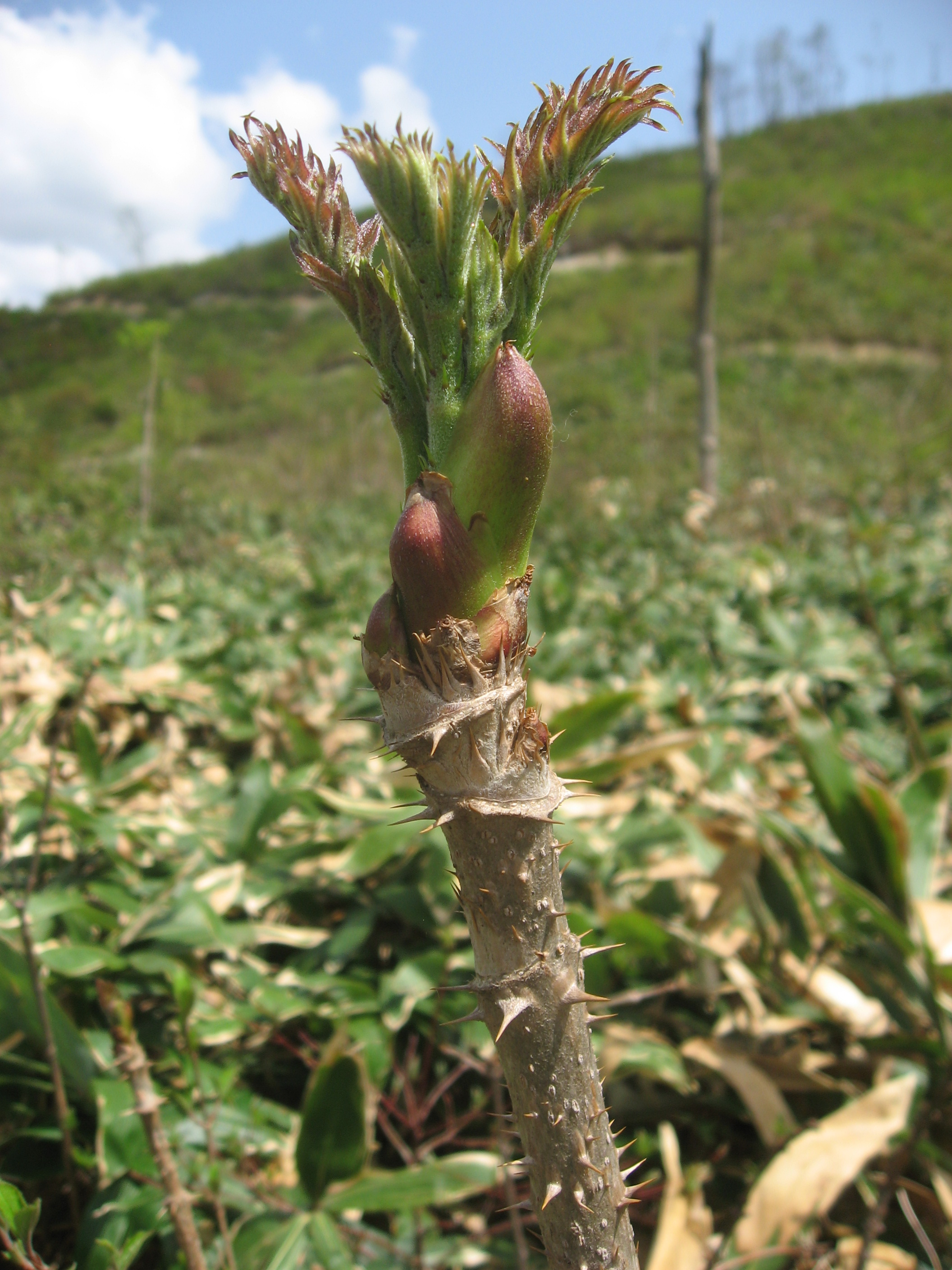
山菜としての「たらの芽」

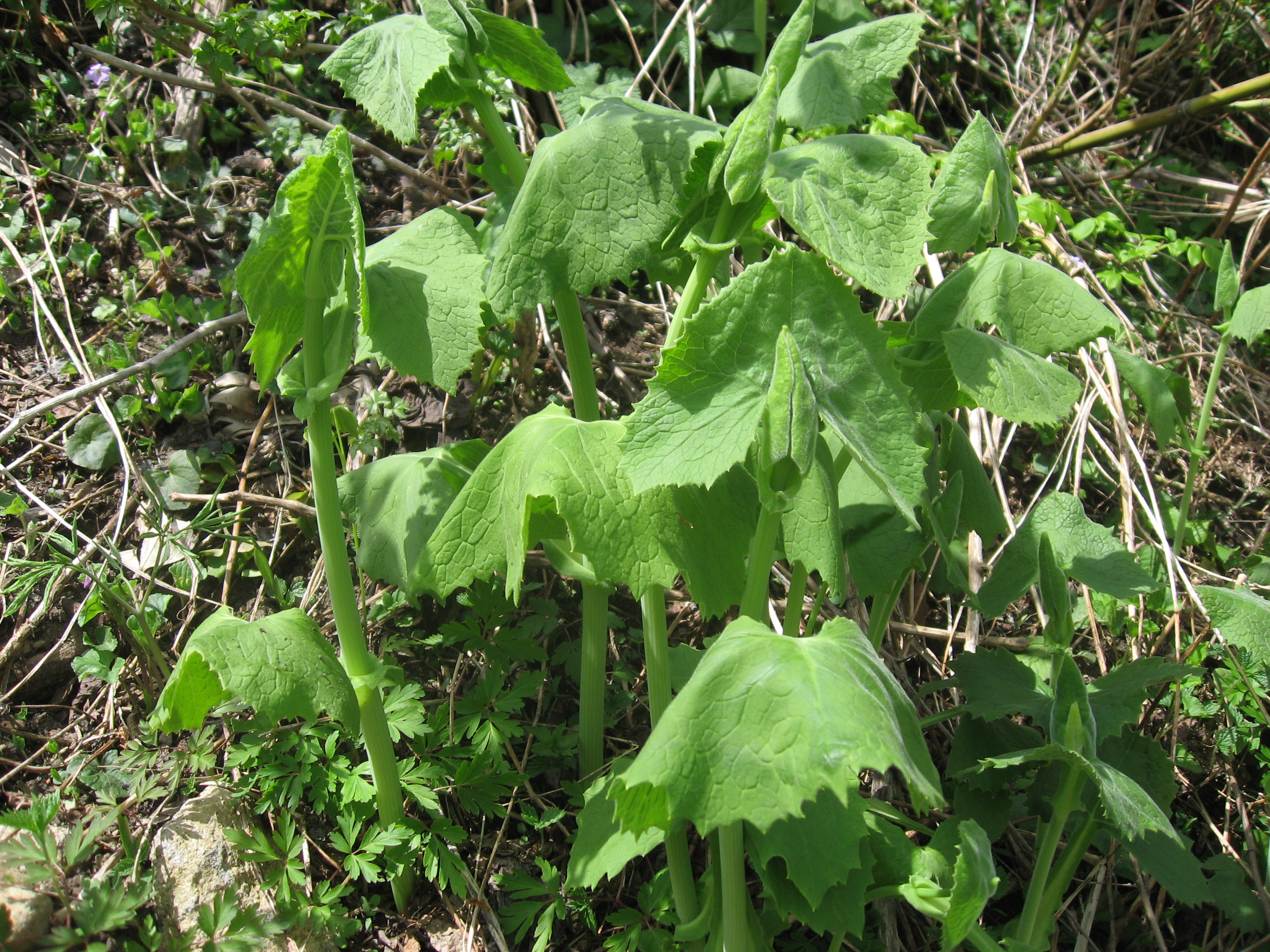
山菜としての「ドウホ」（イヌドウナ）

山菜（さんさい）とは、山野に自生し、食用にする植物の総称。「山菜」は栽培された作物を指す「野菜」と対をなし、「山」は耕作を行う「畑」の作物と対照的に区別する意味とされ、山菜には海岸近くや草地で育つ種も含まれる。ただし、自生地の保護や安定供給のために人工栽培も行われるようになっている。

## 概要
山菜の定義は「意外に難しい」問題とされている。
山菜のガイドブックにはタンポポやクローバーを掲載するものがある一方、ツクシのように食べる文化のない地域では山菜として認識されていない例もある。
食用にされている植物（草本植物・木本植物・シダ植物）のうち、野草などから食味や栄養、収量、育てやすさが長い年月をかけて品種改良して栽培されるようになったものは「野菜」となったが、味や栽培法などに何らかの不都合があって「野菜」までには至らず山野に自生して残ったものが「山菜」だともいわれている。
山菜は「可食植物」として定義されることもあるが、可食植物でも山菜として利用されている例は少なく、ワラビのように世界的に分布していてもアク抜きによって無毒化する文化や技術があって可食となるものもある。そのため「山菜」 は客観的に種 （species） で規定されるものではなく、自然的条件や社会経済的条件のもとで、それを利用する個人または地域によって「山菜」として意味付けられたものと捉えられることもある。
山菜類は「特用林産物」として扱われている。特用林産物生産統計調査票では「その他の特用林産物」のうち「たけのこ等」以下にまとめられているが、調査内容の違いにより「たけのこ」「ねまがりたけ」「水わさび」「畑わさび」の欄と、「わらび」「乾ぜんまい」「たらのめ」「ふき」「ふきのとう」「つわぶき」「うわばみそう（みず）」「くさそてつ（こごみ）」「こしあぶら」「もみじがさ（しどけ）」の欄の二つに分かれており、前者の欄にある「たけのこ」や「ねまがりたけ」も含めて「山菜類」として扱われることがある。
栄養的には一般にカロリーは低い。ただし、野菜よりも栄養価が高いことが多く、ビタミン類やミネラル類、食物繊維などを高度に含んでいる。一般に山菜は灰汁の強いものが多く、クセがあるため大量には食べられないが、灰汁の元になっている物質は抗酸化作用があるポリフェノール類である。適量食べれば、野菜類には見られない栄養的機能性が期待されるが、野菜よりもアクが強いため、食べ過ぎると口や胃の粘膜を痛める欠点も出てくると考えられている。
山菜の食用採取自体は古来各地の山村で行われてきたものであるが、食料を得る手段としては生産性が高いものではなく、貧しい山村の備荒食品程度の経済的意義しか持っていなかったが、高度成長期以後の生活の向上により嗜好品として俄然注目されるに至った。

## 山菜料理と保存法
山菜は鮮度が重要で、山から採取してから時間が経つとともに灰汁がまわり、味もかなり落ちる。アクが少ない山菜でも時間が経つと灰汁がまわるため、灰汁抜きはできるだけ早く下茹でしておくと、アク止めになる。下茹では、色や歯ごたえが残るように、軽く茹でる程度に下ごしらえされる。下茹でしたあとは冷水にさらして素早く冷まし、水切りして冷蔵すれば数日間は保存できる。アクが特に強いワラビの場合では、わら灰や木灰を振りかけて湯を注ぎ一晩おくことでアクがほどよく抜けて、色鮮やかな緑色と弾むような独特の歯ごたえになる。
山菜を食べるときは、色、香り、歯ごたえが楽しまれて、灰汁抜きしたものをお浸しや和え物にして食べられている。天ぷらや炒め物にして食べられることも多く、生の山菜を使うことで独特の香りや風味が活かされている。アクが少ない山菜であれば、生を鍋物の具材にして使われる。

### 乾物
山林に自生する山菜は採取に危険が伴う貴重品であり、灰汁抜きしてから天日乾燥させて乾物として保存される。古来から灰汁で茹でて天日干しにしてから利用するゼンマイが知られるが、ほかにワラビ、カタクリなども干してから保存する。食べるときは、干しゼンマイは水に入れてから弱火にかけて温めて、手で揉みほぐすのをやわらかくなるまで繰り返して戻す。ワラビやカタクリでは、ぬるま湯に漬けて一晩おき、軽く茹でて戻す。

### 塩漬け
アクの少ない山菜は塩漬けにして保存されることも多い。かつては冬季の重要な食料の一つであった。軽く茹でてから多めに塩を振り、重石をして冷暗所に保管すれば、1年ほどの長期保存が可能になる。

### 水煮及び缶詰

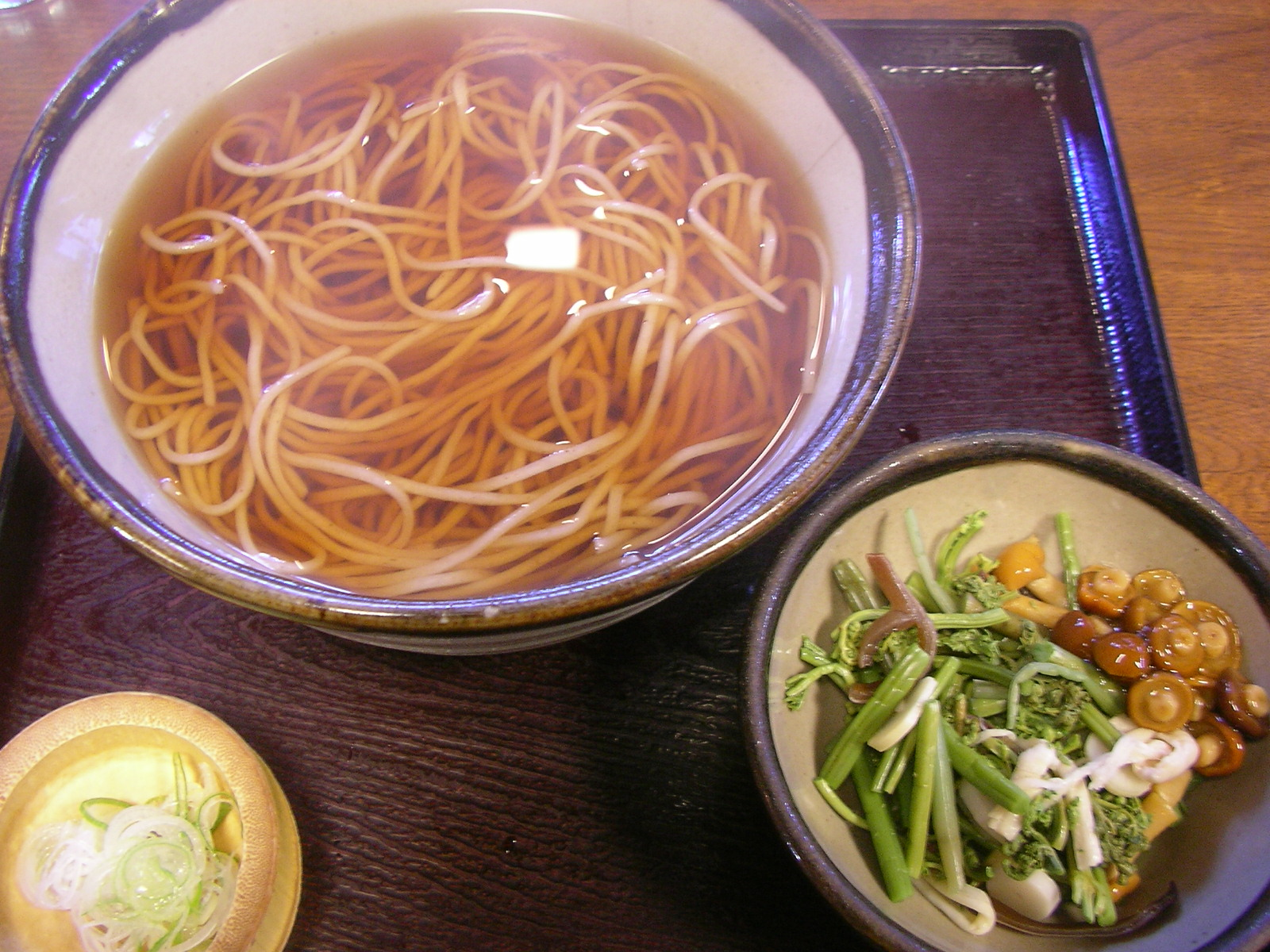
蕎麦に添えられた山菜水煮

山菜は保存のために乾燥させたり、塩漬けにしたりするほか、水煮や缶詰にも加工される。

## 山菜採り
山菜を採って利用する知識や文化は、もとは農山村において培われてきた。山菜は自給的な意味（非商品生産的な採取・利用）では自家利用、地域での分配、饗食の場への提供などが行われてきた。一方ではレクリエーションの一環として都市住民による山菜採りもみられるようになっている。山菜の採集をツアー化している地域もある。

### 山岳遭難

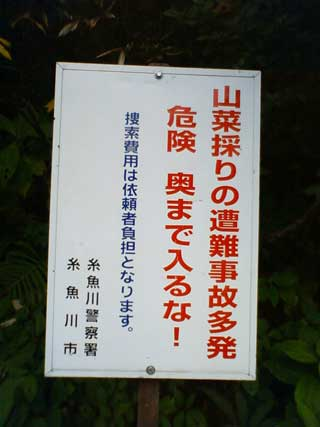
新潟県糸魚川市にて撮影。

山菜採りを行っていた者が山岳遭難する事例が毎年報告されている。例えば警察庁が集計した2018年の山岳遭難のうち、「山菜・茸採り」は385件であり山岳遭難全体の12.3%を占める。
リトアニアでは、キノコ狩り中に迷子になることを nugrybauti と呼ぶ。

### 食中毒
山菜には、有毒植物と似た外見の植物があり、誤って採取し喫食して食中毒を起こす事例も絶えない。例えば厚生労働省が集計した2018年の食中毒の死亡例は全て山菜採り・キノコ狩りによるものである。
| 有毒植物     | 山菜                 |
| ------------ | -------------------- |
| イチリンソウ | ニリンソウ           |
| ウルシ       | タラノキ、コシアブラ |
| サンリンソウ | ニリンソウ           |
| スイセン     | ニラ                 |
| スズラン     | ギョウジャニンニク   |
| トリカブト   | ニリンソウなど       |
| ドクゼリ     | セリ                 |
| バイケイソウ | オオバギボウシ       |
| バイケイソウ | ギョウジャニンニク   |
| ハシリドコロ | フキノトウ           |

### 採取場所
国立公園や国定公園、自然保護区、都道府県の自然公園等では採取が禁じられている。また、入会権がある場所でも採取することはできない。地域によっては入山料を設定して採取可能としている場所もある。

### 森林窃盗
森林所有者や管理者に無断で採取した場合には森林窃盗罪（森林法第197条以下）で罰せられることがある。
2009年5月中旬、中部山岳国立公園の燕岳山麓の国有林内で『動植物の採取全面禁止』を無視か軽視してギョウジャニンニクを採取していた会社員ら4人が森林法違反（森林窃盗罪）容疑で取り調べを受け、後に書類送検されるなど摘発例も存在する。

### 資源保護
資源保護の観点から、タラノキなど新芽を採取するものは全部を採らない、ウドなど根元から採取するものは採取後に埋め直すなどの呼びかけが行われている。

## 主な山菜
- アケビの芽 - アケビのつる先で「木の芽」とよぶ地方もある。歯ごたえ良く、ほろ苦い味わいがある[26]。
- アザミ
- アシタバ
- アズキナ（飛騨地方ではナンテンハギ、北海道ではユキザサを指す）
- イタドリ - 若い茎の皮を剥いて、茹でてから酢の物やお浸しにする。シュウ酸による強い酸味がある[26]。
- イヌドウナ - 地方により「ホンナ」「ドホイナ」ともよばれる。独特な香りがあり、若い茎葉を食用にする[26]。
- イワブキ（ダイモンジソウ）
- ウド - 天然物は「山うど」とよばれる。長さ30センチメートルほどの若い茎葉を食用にし、栽培ものより香りが強く、独特の苦味がある[27]。
- ウワバミソウ（ミズ）[1] - 山菜名で「ミズ」「ミズナ」ともよばれる。茹でるとぬめりが出て、刻んでとろろのようにして食べる[27]。
- オオバギボウシ（ウルイ） - 若葉を茹でるとぬめりがあり、アクやえぐみが少なく歯触りが良い[26]。
- カタクリ - 若い茎や葉、花、鱗茎を食用にする。茹でるとぬめりと甘味があり、和え物などにする[26]。
- ギョウジャニンニク - 別名で「エゾネギ」「アイヌネギ」「キトビロ」ともよばれる。若い茎葉と球根を食用にする。ニンニク臭があり、スタミナ源としても知られる[26]。
- クサギ
- クコ（カラスナンバン）
- コゴミ - シダ類の1種で若芽を食用にする。軽いぬめりと甘味、歯切れの良さがある[26]。
- コシアブラ - 若芽を食用にする。香とコクがあり、ほろ苦い味わいがある[26]。
- シオデ - 若い茎葉が食用にされる。ほのかな甘味と歯ごたえがあり、「山菜の女王」として珍重されている[26]。
- シャク
- サルナシ
- スベリヒユ
- セリ[3]
- ゼンマイ - シダ類の1種で丸まった若い芽を灰汁抜きして乾燥品にする。水で戻してから煮物や炒め物に使う[26]。
- タカノツメ
- タケノコ
- タラノキ[3]（たらの芽） - 若芽を食用にする。「山菜の王様」の異名でもよばれ、香りと適度なほろ苦さ、コクに人気がある[26]。
- つくし - はかまを取り除いて、茹でてさらして灰汁抜きする[26]。
- チシマザサ[3]（ネマガリタケ）
- ツリガネニンジン（トトキ）
- トリアシショウマ
- ニリンソウ - 花とともに茎葉を食用にする。軽く茹でて、歯触りが楽しまれる[27]。
- ノカンゾウ - ワスレグサの変種。若芽、蕾、花を食用にする。若茎は甘味とぬめりがある[27]。
- ノビル - 早春の葉と鱗茎を食用にする。ニンニク臭があり、特有の辛味は茹でると甘味に変わる[27]。
- ハスカップ
- ハナイカダ
- ハマボウフウ
- ハリギリ（針桐）
- ハンゴンソウ - 若茎を食用にする。さっと茹でて、アスパラガスに似た食感がある[27]。
- フキ、フキノトウ - 「ふきのとう」はフキの花芽で、天然物は栽培品よりも香りとアクが強い。野生のフキは「野ぶき」とよばれ、栽培品よりも香りもアクも強い[27]。
- マタタビ
- ミツバ[3]
- ミヤマイラクサ（山菜名：アイコ） - 東北地方を中心に「あいこ」とよばれ、若い茎葉を食用にする。クセがなく淡泊な味わいがある[26]。
- モミジガサ（別名:シドケ） - 葉が開ききっていない新芽を食用にする。独特の香り、苦味があり、歯ごたえがよい[27]。
- ヤチブキ
- ヤブレガサ - 葉が開ききらない新芽を食用にする。やわらかくてアクも少なく、天ぷらや和え物にして食べる[27]。
- ヤマノイモ(別名自然薯)
- ヤマブキショウマ（別名:ジョンナ） - 若芽を食用にする。歯ごたえがよく、少し苦味がある[27]。
- ヨブスマソウ（別名:ボンナ、ボウナ（棒菜））
- 山ブドウ
- 山ワサビ
- ユキザサ(別名：アズキナ、ピョン)
- ワラビ - シダ類の1種。アクが非常に強く、灰汁抜きをしてお浸しや和え物にして食べられる[27]。